# آدام جکسون
آدام جکسون (انگلیسی: Adam Jackson؛ زادهٔ ۱۸ مهٔ ۱۹۹۴) بازیکن فوتبال اهل بریتانیا است.
از باشگاه‌هایی که در آن بازی کرده‌است می‌توان به باشگاه فوتبال هارتل پول یونایتد، باشگاه فوتبال هالیفاکس تاون، باشگاه فوتبال کاونتری سیتی، و باشگاه فوتبال میدلزبرو اشاره کرد.
وی همچنین در تیم‌های ملی فوتبال England national under-16 football team، زیر ۱۷ سال انگلستان، زیر ۱۸ سال انگلستان، و زیر ۱۹ سال انگلستان بازی کرده‌است.